# Hondzocht
Hondzocht est un hameau belge situé sur le territoire de la commune brabançonne flamande de Hal. À l'origine c'était un hameau de l'ancienne commune de Lembecq, mais du fait de la fusion de Lembecq et Buizingen  à Hal en 1977, c'est devenu un hameau de Hal.
Hondzocht est situé à la frontière linguistique. C'était une communauté agricole prospère, qui se manifestait par de nombreuses grandes fermes. Un facteur contributif à cela était qu'aucun droit d'accise n'était imposé sur l'alcool à Lembecq, ce qui signifiait que de nombreux agriculteurs se tournaient également vers la production de bière.

## Légende
Une légende datant du 12e siècle veut que le héros Gilles de Chin se y ait combattu un dragon ou un chien. Il  serait fini par le vaincre après une longue recherche et ce serait de là que viendrait le nom du village puisque  Hond veut dire chien, et zocht prétérit de chercher.

## Toponymie
Une  explication plus probable est que le nom soit la combinaison de "honds" et "hocht". Hocht peut signifier autant buisson ou "endroit éloigné avec des buissons sauvages".  Le terme "Honds" peut soit désigner un type d'arbre (hondsboom) ou un nom de famille (De Hont).  Mais il est aussi possible que les noms d'animaux "chien" et "loup" fassent référence à des régions éloignées ou à des zones frontalières entre des terres fertiles. Comme Hondzocht est situé à la frontière entre Lembecq et Saintes (dans la commune de Tubize), c'est possible que le nom fasse référence à cette zone frontalière assez éloignée mais couverte de buissons.

## Histoire
Le village a joué un rôle dans l'histoire militaire belge. À la bataille de Waterloo, le duc de Wellington avait installé un deuxième quartier général à Hondzocht, dans les fermes Malavisé et Yserbyt. Le prince d'Orange Guillaume a envoyé d'ici 17 000 soldats composés de régiments de Belges, Hollandais, Britanniques, Allemands, Suédois et Cosaques russes. Sa mission spécifique, le 18 juin 1815, était diriger la 2e ligne pour défendre Bruxelles, Anvers et Ostende et ainsi sécuriser le chemin vers les ports si les Britanniques perdaient la bataille de Waterloo. Les troupes sont restées à Hondzocht et dans les environs de Hal jusqu'à Grammont. Le moulin à vent de Hondzocht servait de tour de guet et le prince lui-même a dirigé ces troupes depuis le moulin le 18 juin.
Pendant la Première Guerre mondiale, il y eut aussi des combats à Hondzocht. La ferme d'Yserbyt avait été réquisitionnée par l'armée allemande qui y installa un dépôt de munitions avec des canons anti-aériens. Pendant la Seconde Guerre mondiale, le 3 septembre 1944, Hondzocht devient le premier hameau flamand à être libéré. Les gardes gallois se sont battus avec les Allemands en retraite. Dans le hameau, une fillette de 9 ans, Francine Leroux a été mortellement touchée par balle alors qu'elle voulait vivre le cortège des libérateurs avec son père. Son père a reçu une balle dans le cou, mais a survécu à ses blessures.

## Infrastructure
La chaussée d'Enghien a été construite par les Autrichiens vers 1770 à travers le hameau. Ils allaient résolument droit devant eux, traversant fermes et brasseries. Il a fallu que de nombreuses fermes soient rénovées ou déplacées. Les grandes fermes ont été pour la plupart préservées. Les fermes carrées Malavisé, Cuisenaire et Yserbyt sont protégées au titre des monuments du patrimoine immobilier.
Depuis la construction de l'A8 en 1975, Hondzocht est séparée de Hal par le tracé de cette autoroute.

## Culture

### Bière
De la fin des années 1970 à 1990, la Brasserie Boon était située à Hondzocht, dans l'ancienne brasserie De Vits, avant de commencer à brasser à Lembecq. 

### Moulin

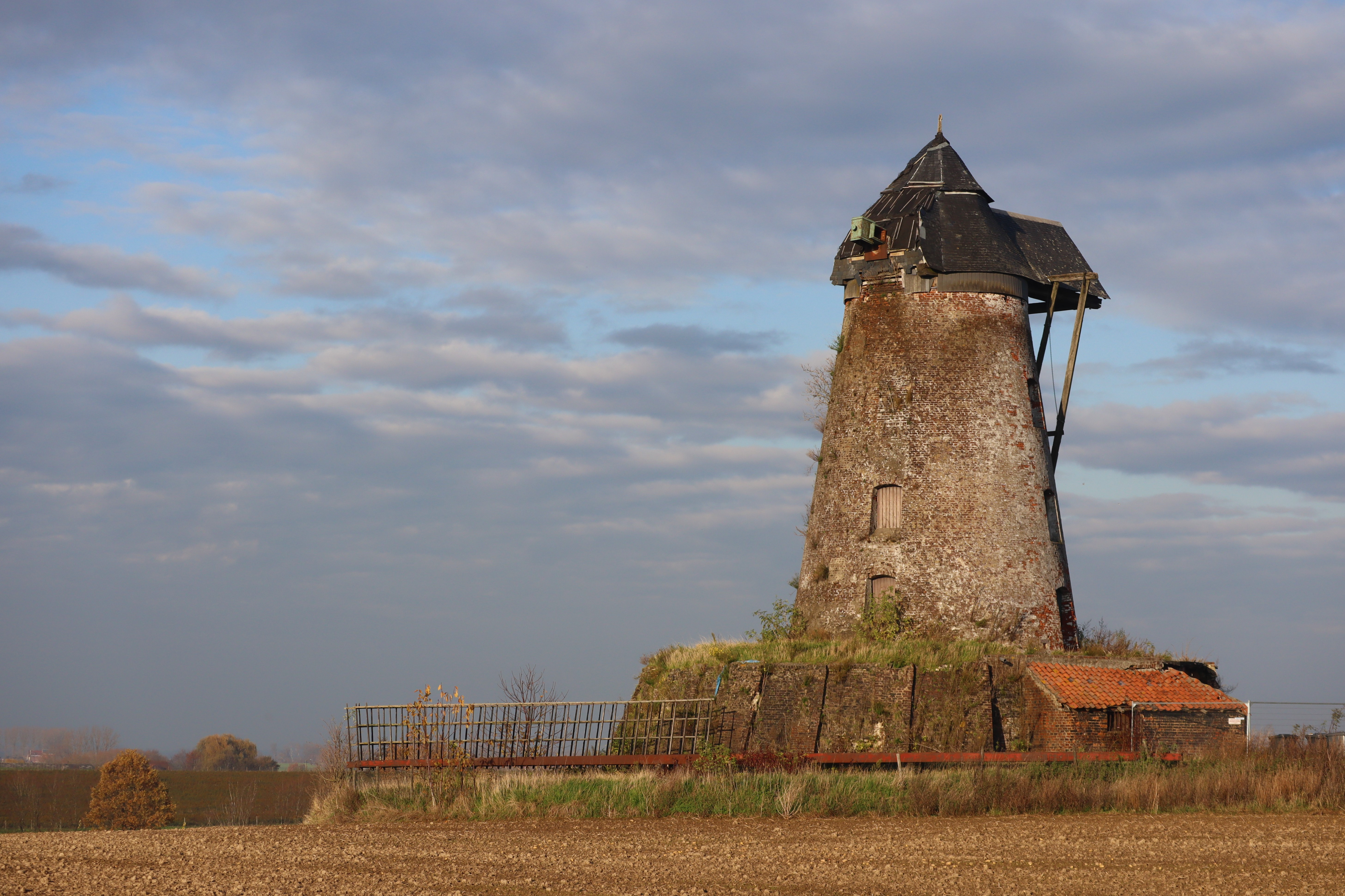
Moulin de Hondzocht en 2020

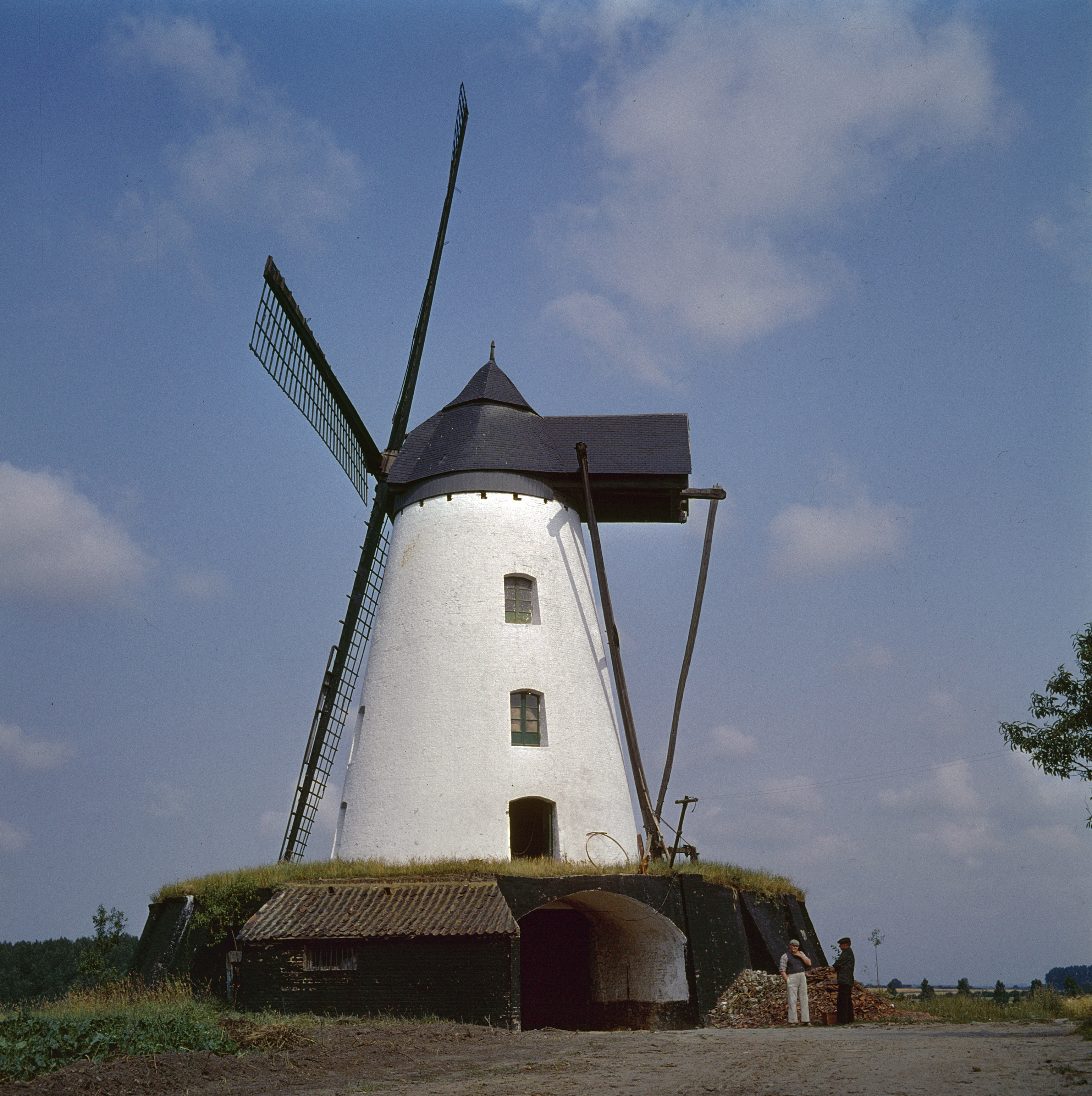
Moulin de Hondzocht en 1961

Le moulin de Hondzocht, un moulin de montagne en pierre de 1775 où le maïs est moulu, se trouve en fait à 20 mètres de l'autre côté de la frontière linguistique sur la chaussée d'Enghien dans la section de Saintes, une section de Tubize.

### Fêtes
Depuis 1997, le hameau organise une fête de quartier de trois jours chaque premier week-end d'août. 

### Temple bouddhiste
En 2015, un temple bouddhiste cambodgien avec deux grandes statues de Bouddha y a été inauguré.